# Някшу, Йонелия
Йонелия Някшу (рум. Ionelia Neacşu; 3 марта 1990, Рэкари) — румынская гребчиха, чемпионка Европы 2009 года в классе женских восьмёрок, серебряный (2007) и бронзовый (2008) призёр чемпионата Европы в парных четверках.

## Биография
На Олимпиаде в Пекине в 2008 году вместе с Роксаной Коджану заняла 9 место в гонке парных двоек.